# Nordisk Ungkonservativ Union
Nordisk Ungkonservativ Union, (NUU), är en paraplyorganisation som bildades 1946 i Göteborg i och med det ökade politiska och ekonomiska samarbetet mellan de nordiska länderna och utgör idag den konservativa gruppen Ungdomens Nordiske Råd (UNR). Bland organisationens ungdomsförbund finns bl.a. Konservativ Ungdom från Danmark, Samlingspartiets Ungdomsförbund från Finland, Moderata Ungdomsförbundet från Sverige och Unge Høyre från Norge.